# 100483 NAOJ
100483 NAOJ este un asteroid din centura principală de asteroizi.

## Descriere
100483 NAOJ este un asteroid din centura principală de asteroizi. A fost descoperit pe 30 octombrie 1996 la Mitaka de Isao Sato, Hideo Fukushima și N. Yamamoto. Asteroidul prezintă o orbită caracterizată de o semiaxă mare de 2,70 ua, o excentricitate de 0,21 și o înclinație de 4,2° în raport cu ecliptica.